# Printemps noir (Cuba)
Pour les articles homonymes, voir Printemps noir.

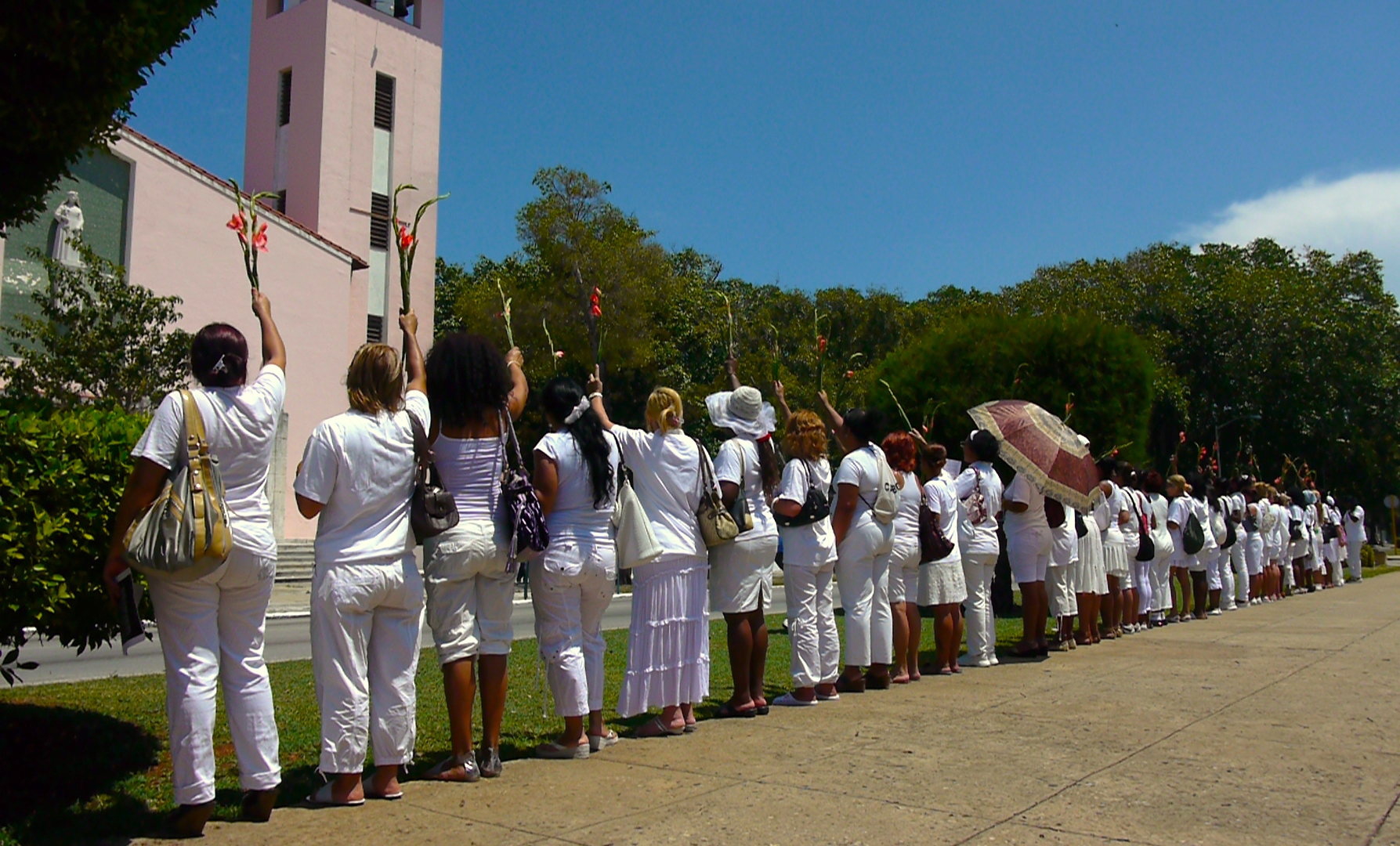
membres des dames en blanc, mouvement féminin regroupant les proches des prisonniers politiques, durant leur manifestation hebdomadaire après la messe

Le Printemps noir est une répression politique menée en 2003 par les autorités cubaines à l'encontre des dissidents, accusés notamment d'être des agents des États-Unis. 
Après la mort du prisonnier Orlando Zapata en 2010,  à la suite d’une grève de la faim de 85 jours, les négociations entre l'Église cubaine et le régime communiste conduisent à la libération des derniers membres du groupe des 75 en 2012.

## Présentation
Le gouvernement cubain a emprisonné 75 dissidents, dont 29 journalistes, des bibliothécaires, des militants des droits de l'homme et des militants de la démocratie. Il les a accusé d'avoir été des agents des États-Unis en acceptant l'aide du gouvernement américain. Nombre d'entre eux commencent leurs détentions au sein de la Villa Marista. Pour Juan Adolfo Fernández Sainz le seul objectif des interrogatoires était de réussir à impliquer les États-Unis dans les faits reprochés.
Malgré le fait qu'Amnesty International ait établi que les 75 Cubains étaient des prisonniers politiques, Cuba considéra que « les 75 personnes arrêtées, jugées et condamnées en mars, avril 2003 devaient être emprisonnées car elles étaient directement à la solde du gouvernement américain. Elles n'ont pas été arrêtées pour leurs idées, mais pour avoir reçu des fonds du gouvernement américain et pour avoir collaboré avec des diplomates américains. » Au même moment, trois jeunes Cubains sont exécutés pour avoir tenté de rejoindre les États-Unis en détournant un bateau de passagers dans le port de La Havane.
La répression contre les militants a commencé le 18 mars et a duré deux jours, de façon concomitante avec l'invasion américaine de l'Irak. Le président de la Commission cubaine des droits de l'homme et de la réconciliation nationale (CCDHRN), Elizardo Sánchez et l'écrivaine cubaine Zoé Valdés réfugiée en France, considèrent que le régime castriste « est très pressé d'en finir » pour que les procès « restent du début à la fin dans le cadre de la guerre en Irak », et ce afin de limiter le retentissement de cette répression. 
Répondant à des violations des droits de l'homme, l'Union européenne a imposé des sanctions sur le régime de Fidel Castro en 2003, qui ont été levées en janvier 2008. L'Union européenne a déclaré que les arrestations « constituai(en)t une violation des droits les plus élémentaires de l'homme, en particulier en matière de liberté d'expression et d'association politique ».
En 2010, Reporters sans frontières mentionne que sur les 27 journalistes cubains arrêtés en mars 2003, lors du printemps noir cubain, il restait 19 journalistes emprisonnés lors de l'arrivée au pouvoir de Raúl Castro en 2008 et enfin 6 journalistes incarcérés en septembre 2010 (auxquels il faut rajouter 4 journalistes emprisonnés après 2003). RSF s'est félicité de ces libérations, même si ces journalistes sont dans l'obligation de quitter Cuba.
Finalement, tous les dissidents ont été libérés, dont la plupart se sont exilés en Espagne à partir de 2010. Amnesty international indique que  les 15 prisonniers d’opinion qui ont décidé  de rester à Cuba plutôt que se réfugier en Espagne, purgent le reste de leur peine hors de prison. « À la connaissance d’Amnesty International, aucun d’eux n’est autorisé à quitter le territoire ».
En juin 2018, la Commission cubaine des droits de l'homme (CCDH) indique que 10 opposants sont toujours sous le régime de condamnations prononcées lors du printemps noir, mais ils sont en liberté provisoire, comme Beatriz Roque et Jose Daniel Ferrer.

## Personnalités concernées
Le 18 mars 2003, le régime cubain arrête 75 dissidents. L'ONG Amnesty international a publié la liste des 75 prisonniers avec la durée de leur condamnation.
| Nom                       | Qualité                    | Condamnation     | Libération       | Observation                                                                          |
| Oscar Espinosa Chepe.     | Économiste                 | 20 ans de prison | 29 novembre 2004 | Ancien conseiller économique de Fidel Castro                                         |
| José Daniel Ferrer García |                            | 25 ans de prison | 23 mars 2011     | Un des derniers libérés après un accord entre le régime cubain et l'Eglise           |
| Marcelo López Bañobre.    | Patron de remorqueur naval | 15 ans de prison |                  |                                                                                      |
| Héctor Maseda Gutiérrez   | Journaliste                | 20 ans de prison | 12 février 2011  | Sa femme Laura Pollán est une membre des Dames en blanc                              |
| Angel Moya Acosta         | Ouvrier du bâtiment.       | 20 ans de prison |                  | Sa femme est Berta Soler, une des membres des Dames en blanc.                        |
| Félix Navarro Rodríguez   | Fermier et enseignant      |                  | 23 mars 2011     | Il est libéré après un accord entre le régime cubain et l'Église                     |
| Fabio Prieto Llorente.    | Journaliste                | 20 ans de prison | 2010             |                                                                                      |
| Raúl Rivero.              | Poète                      | 20 ans de prison | 29 novembre 2004 | Il peut quitter Cuba en 2005 et rejoint Madrid.                                      |
| Marta Beatriz Roque.      | Économiste                 | 20 ans de prison | 22 juillet 2004  | Elle avait déjà fait un premier séjour en prison de près de trois ans de 1997 à 2000 |
| Orlando Zapata            | Maçon et plombier          | 36 ans de prison | Non              | Il décède en prison le 23 février 2010, après une grève de la faim                   |